# Rhys Gryg
Rhys Gryg ap Rhys (né après 1170, mort en 1234) est un prince de Deheubarth qui règne sur une partie du Cantref Mawr de 1204 à 1234 et de Ystrad Tywi de 1216 à 1234.

## Origine
Rhys ap Rhys surnommé Gryg c'est-à-dire « le Rauque » (anglais: the Hoarse) né dans la décennie 1170 est le 4e fils légitime de Rhys ap Gruffydd. Du vivant de son père il réclame comme héritage le Cantref Mawr et le Cantref Bychan incluant le château ancestral de Dinefwr et il est emprisonné.
Rhys soutient ensuite son frère Gruffydd ap Rhys II mais après la mort de ce dernier en 1201 le cœur du Deheubarth le Cantref Mawr dans l'Ystrad Tywi est occupé par Maelgwn ap Rhys jusqu'en 1204 quand Rhys Gryg finit par en reprendre possession.

## Prince du Cantref Mawr
Rhys Gryg se range du côté du roi Jean sans Terre qui en 1211 l'appuie dans son combat contre ses neveux les fils de Gruffydd ap Rhys II qui sont soutenus par Llywelyn le Grand roi de Gwynedd. Rhys Gryg comprend ensuite que le dessein du roi d'Angleterre vise à asservir les princes gallois et comme son frère Maelgwn il s'allie avec Llewelyn.
Rhys demeure ensuite un fidèle du royaume de Gwynedd et en 1216 il obtient la confirmation de son autorité sur le Cantref Mawr moins Mallaen et le Cantref Bychan à l'exception de Hirvryn et Myddai ainsi que Cydweli et Carnwyllon. Son règne laisse peu de souvenir mais en 1231 pendant la grande rébellion contre les anglo-normands il combat aux côtés de ses frères survivants. Il participe au long et infructueux siège du château de Carmarthen pendant l'hiver 1234 où il est grièvement blessé.
Rhys Gryg meurt peu après à Llandeilo Fawr et il est inhumé près de son père dans la cathédrale de Saint David's. Sa succession est assurée par son fils ainé Rhys Merchill ap Rhys.

## Postérité
Rhys Gryg ap Rhys épouse Elliw fille de Thomas ap Gwgawn seigneur de Brecheiniog et Jeanne (?) de Clare il laisse plusieurs enfants dont:
- Rhys Mechyll ap Rhys qui règne sur une partie du Cantref Mawr de 1234 jusqu'à sa mort en 1244
- Hywel
- Maredudd ap Rhys qui succède à son frère et règne jusqu'en 1271.

## Sources
- (en) Mike Ashley The Mammoth Book of British Kings & Queens (England, Scotland and Wales) Robinson London (1998) (ISBN 1841190969) « Rhys Gryg (the Hoarse) ap Rhys » p. 343-344.
- (en) David Walker Medieval Wales Cambridge University Press, Cambridge 1990 réédition 1999  (ISBN 0521311535)